# Serrabrancaite
La serrabrancaite è un minerale.

## Etimologia
Il nome deriva dalla località di scoperta: nelle pegmatite granitica di Serra Branca nello stato brasiliano di Paraíba.